# Хопко, Фома Иванович
Фома́ Ива́нович Хопко́ (То́мас Джо́н Хо́пко́, Гопко, англ. Thomas John Hopko; 28 марта 1939, Эндикотт, штат Нью-Йорк — 18 марта 2015, Уэксфорд, Пенсильвания) — протопресвитер и богослов Православной церкви в Америке. Он был деканом Свято-Владимирской православной духовной семинарии с 1992 по 2002 год, также преподавал там с 1968 до 2002 года. Является видным православным христианским лектором и оратором, хорошо известным в православных и экуменических кругах. 

## Биография
Родился 28 марта 1939 года в Эндикотте, штат Нью-Йорк. Он был третьим ребёнком и единственным сыном Ивана и Анны Гопко (урождённой Запотоцкой). Его родители были русинами и происходили из села Невицкое близ Ужгорода.
Был крещён в карпато-русской православной греко-католической церкви святой Марии, Эндикотт, штат Нью-Йорк.
Учился в публичной школе в Эндикотт, которую окончил 1956 году.
В 1960 году окончил Фордхемский университет (США) со степенью бакалавра гуманитарных наук в области русистики.
В 1963 году окончил Свято-Владимирскую духовную семинарию, где учился у таких известных православных богословов, как Александр Шмеман, Иоанн Мейендорф, Николай Арсеньев и Сергей Верховской.
Во время учёбы познакомился с Анной, старшей дочерью своего наставника Александра Шмемана, на которой женился 9 июня 1963 года.
В августе 1963 года рукоположен в сан диакона и следом иерея, после чего служил настоятелем церкви святого Иоанна Крестителя в городе Уоррен (Огайо, США).
В 1968 году окончил философский факультет Университета Дьюкейн в Питтсбурге (США) со степенью магистра философии. В этом же году переведён настоятелем церкви святого Григория Богослова в городе Уаппингерс Фоллс (Нью-Йорк, США).
В 1968 году представлял Православную Церковь в Америке на Четвёртой генеральной ассамблее Всемирного совета церквей в Упсале, Швеция.
В 1970 года возведён в сан протоиерея.
В 1975 году представлял Православную Церковь в Америке на Пятой ассамблее Всемирного совета церквей в Найроби, Кения.
С 1975 года был членом комиссии «Вера и церковное устройство» Всемирного совета церквей, а с 1985 по 1991 — председателем руководящей группы ВСЦ по теме «Крещение, Евхаристия и служение».
С 1978 по 1983 год служил настоятелем Церкви святого Николая в городе Ямайка Эстейт (Нью-Йорк, США).
Преподаватель вероучения и пастырского богословия Свято-Владимирской духовной семинарии (1968—1972), помощник профессора догматического богословия (1972—1983), и. о. профессора (Associate Professor) догматического богословия (1983—1991), профессор догматического богословия (1991—2002).
Адъюнкт-профессор Восточного христианства в Университете Дюкесна в Питтсбурге (1965—1968), Колумбийского университета в Нью-Йорке (1983), Фордхемского университета (1984), Университета Дрю в Мэдисоне (1987).
В 1982 году защитил докторскую диссертацию на богословском факультете Фордхемского университета.
Президент Православного богословского общества Америки (1992—1995).
В 1992 году становится деканом Свято-Владимирской духовной семинарии в Крествуде, штат Нью-Йорк, сменив на этой должности протопресвитера Иоанна Мейендорфа. В том же году принимал в Свято-Владимирской духовной семинарии Патриарха Сербского Павла, прибывшего в США для устранения раскола между сербскими епархиями.
В 1995 году был возведён в сан протопресвитера.
1 июля 2002 года ушёл в отставку с должности декана Свято-Владимирской духовной семинарии и был удостоен звания почётного декана Попечительским советом семинарии.
22—24 августа 2013 года принял участие в Ассамблее Канадской архиепископии, где выступил с докладами и получил золотой орден свт. Иннокентия из рук митрополита Тихона (Молларда).
Скончался 18 марта 2015 года. Семья отца Фомы обратилась ко всем, кто хотел бы проститься с почившим, с просьбой: вместо цветов в память об отце Фоме направить мемориальные пожертвования Свято-Владимирской духовной семинарии, Преображенскому монастырю, радио «Древняя Вера» (Ancient Faith Radio), на котором работал в последние годы жизни отец Фома, и хоспису «Добрый самаритянин» в Кокордия, Вексфорд, штат Пенсильвания.
Похоронен 23 марта на кладбище Преображенского монастыря в Эллвуд Сити, штат Пенсильвания.

## Семья
Родители о. Фомы Хопко происходят из села Невицкое близ Ужгорода (Закарпатье). Фома Хопко был крещён и вырос в Карпато-русинской грекокатолической церкви Святой Марии, Эндикотт, Нью-Йорк.
Был женат на Анне Шмеман (дочери протопресвитера Александра Шмемана), воспитал пятерых детей (Юлиана, Иоанн, Катерина, Мария, Александра).

## Работы и лекции Ф.Хопко
- T.Hopko: The Orthodox Faith
- Lectures by T.Hopko
- Speaking the Truth in Love: a podcast by Fr. Hopko
- The Names of Jesus; Explaining the significance of each of the names of Christ- a podcast by fr. Hopko
- Worship in Spirit and Truth: A series of reflections by fr. Thomas Hopko on the Divine Liturgy of the Orthodox Church
- Прот. Фома Хопко. Основы Православия
- Бог и человек в Православной Церкви